# Marie-Noëlle Recoque-Desfontaines
Pour les articles homonymes, voir Recoque.
Marie-Noëlle Recoque-Desfontaines, née le 23 janvier 1950 dans le département des Ardennes, est une enseignante, professeure de lettres et de culture régionale, ainsi qu'une journaliste culturelle française. 

## Biographie
Marie-Noëlle Recoque est née dans les Ardennes en 1950 et vit en Guadeloupe pendant plusieurs années, elle enseigne le lettres et la culture régionale dans un collège de Basse-Terre. Elle est une ancienne membre de l'Association pour la connaissance des littératures de la Caraïbe (ASCODELA). Elle a aussi évoluée dans le journalisme culturel, étant membre de l’Union internationale de la presse francophone (UPF) et de l'Union des journalistes et des médias guadeloupéens (UJMG).
Elle publie en 2004 son premier roman historique Débouya pa péché (Débrouillardise n'est pas péché) chez Présence Africaine. Ce roman a été inspiré par La "Grivelière", une habitation caféière séculaire découverte à Vieux-Habitants bien avant sa restauration.

## Œuvres

### Roman historique
- Débouya pa péché (La débrouillardise n’est pas un péché), préface de Simone Schwarz-Bart, Paris, coll.« Présence africaine », 2004[1].

### Biographie
- Sony Rupaire dans son temps (Tome 1) : De l’éveil à l’exil (1940-1969). Basse-Terre : Editions FDG (Fonds de Dotation de la Guadeloupe), 2017[3].

### Dictionnaires (créole/français)
- Dictionnaire d’expressions créoles par mots (avec Moïse Benjamin). Préface de Sylviane Telchid et Hector Poullet. Fort-de-France: Désormeaux, 1995[4].
- Dictionnaire d’expressions créoles par thèmes (avec Moïse Benjamin). Préface de Sylviane Telchid et Hector Poullet. Fort-de-France: Désormeaux, 1995[3].
- Alèz pou palé kréyòl (avec Moïse Benjamin). Gourbeyre: Nestor, 2015[5].

### Distinction
- Débouya pa péché, 2004, sur la liste des sélections pour le prix Carbet des lycéens et pour le prix RFO